# Suboro
De Suboro (Aramees: ܣܽܘܒܳܪܳܐ, Suboro) is een traditie binnen de Syrisch-Orthodoxe Kerk die jaarlijks wordt gevierd op 25 maart. Het bestaat uit het dragen van een rood-witte armband, die bekend staat als de Suboro-armband. Deze traditie herdenkt het evangelieverhaal waarin de Maagd Maria het goede nieuws ontvangt dat ze zwanger zal worden van Jezus Christus, om deze gebeurtenis te eren en te vieren wordt de suboro negen maanden lang gedragen tot aan kerstmis door Aramese christenen.
De suboro armbanden worden gemaakt door twee draden, één rood en één wit, te breien. In het symbolische aspect vertegenwoordigd de combinatie van de rode en witte touwt de incarnatie van God in de persoon van Jezus Christus. Het rode touw symboliseert de menselijke natuur van Jezus Christus, terwijl het witte touw de goddelijke natuur van Jezus Christus vertegenwoordigt. Deze twee naturen zijn verenigd tot één natuur wat gesymboliseerd wordt door het dragen van de suboro.
Het dragen van de suboro wordt soms ten onrechte geassocieerd met de traditie van het Grote Vasten en Pasen, hoewel dit niet het geval is.